# キングダム ハーツ 3D ［ドリーム ドロップ ディスタンス］
『キングダム ハーツ 3D ［ドリーム ドロップ ディスタンス］』（キングダム ハーツ ドリーム ドロップ ディスタンス、KINGDOM HEARTS 3D [Dream Drop Distance]、略称: 3D、KH3D）は、スクウェア・エニックスより2012年3月29日に発売されたニンテンドー3DS用コンピュータゲーム。アメリカでは同年7月31日、ヨーロッパでは同年7月20日に発売。
キャッチコピーは「闇は光となり、光は闇に堕ちる」。

## 概要
『キングダム ハーツ シリーズ』の一作で、ニンテンドー3DSと同時に発表されたタイトルの一つ（発表当時の仮題は『キングダム ハーツ 3D』）。なおタイトルは『スリーディー』は発音せず、『キングダム ハーツ ドリーム ドロップ ディスタンス』と読む。KHシリーズ10周年を冠した作品で、パッケージやゲーム中に10周年のロゴが登場する他、発売日も第一作『キングダム ハーツ』からほぼ10年後である。開発は『キングダム ハーツ バース バイ スリープ』（BbS）を手がけたスクウェア・エニックス第1制作部・大阪チーム。
舞台は前作『キングダム ハーツ Re:コーデッド』のエンディング後となり、ソラとリクの二人を主人公とする。シリーズ第一作『キングダム ハーツ』（KH）からこれまでのシリーズで展開されてきた、「ダークシーカー編」の完結する『キングダム ハーツIII』（KHIII）に向けた最終決戦の序章となり、エンディングには『KHIII』へ続くと読み取れるメッセージが現れる。また、「『KH』シリーズをベースに『FF』らしく進化させたものが『ファイナルファンタジー ヴェルサスXIII』（現・ファイナルファンタジーXV）で、『KH』らしく進化させたものが『KH3D』になる」とのことで、シナリオだけでなく本作のバトルシステムが『KH3』への進化の方向性を見据えたものになるとも語っている。
ソラとリクの姿が初代『KH』時に戻るのはシナリオ上必然なのだが、過去作と同じ衣装だとリメイク作品だと勘違いされることが前作『Re:コーデッド』であったため、シナリオの途中で新規の衣装へと変わる流れとなった。登場するワールドも、シリーズオリジナルのもの以外はこれまでのシリーズ作品に登場していないディズニー作品のワールドとなっている。また『すばらしきこのせかい』のキャラクターもゲスト出演しており、KHシリーズとしては初めてFFシリーズ以外からスクウェア・エニックスのキャラクターが登場することとなった。
ニンテンドー3DS専用拡張スライドパッドに対応。オリジナルデザインのニンテンドー3DS本体の同梱版「KINGDOM HEARTS EDITION」と、DS系列で発売された『358/2 Days』『Re:コーデッド』のソフト二本とオリジナルの3DS用プロテクトカバー、歴代作品のパッケージイラストのポストカード12枚を同梱したセット「KINGDOM HEARTS 10th Anniversary 3D+Days+Re:coded BOX」がソフトと同時に発売されている。また、ソフトの初回生産限定特典として、レアなドリームイーターを仲間にできるARカードが封入された。なお、初回生産限定特典ARカードで入手できるドリームイーターは、ARカードなしでもゲーム中入手することが可能なので、必ずしもARカードを手に入れる必要はない。
発売から間もなく一定条件下でゲームが進行不能となるバグが発見され、スクウェア・エニックスより回避のためのアナウンスも出ていたが、その後ニンテンドー3DS本体のアップデートによりソフトにパッチを適用することが可能となり、バグが修正される更新データ（Ver.1.1）が2012年5月25日に配信された。
これまでのシリーズで発売されていた、追加要素が加えられた英語音声版『ファイナル ミックス』は本作では発売されなかった。ディレクターの野村はゲーム発売後のインタビューでFM版の有無について聞かれた際に「大阪開発チームが複数のタイトルを抱えていてそれどころではない状況なので、数年後はわからないが現在はその予定はない」と答えている。この「複数のタイトル」はここでは明かされていなかったが、その後大阪チームが『KH1.5』『KH2.5』『KHIII』を開発していることが発表されたため、これらの作品群を指しているものと考えられる。
2017年発売のPlayStation 4用ソフト『キングダム ハーツ HD 2.8 ファイナル チャプター プロローグ』には、HDリマスターされた本作が『キングダム ハーツ ドリーム ドロップ ディスタンス HD』とタイトルを変えて収録された。3DSで開発された作品をPS4に移植するにあたり、画質だけではなくゲームシステムも含め多岐にわたり変更が加えられている。詳細は当該項目を参照のこと。

## ゲームとしての特徴
コンセプトは「大胆なアクション」。『KH』シリーズはナンバリング作品では正統な進化を、そうでない作品では挑戦的なシステムにするということで、本作ではマップのオブジェクトなどを活かしたダイナミックなアクションや、新しいシステムが多数組み込まれている。
ドロップシステム
画面右下のステータス画面に設置されたドロップゲージは、キャラクターの操作中は常に減少を続けており、ゲージがゼロになりカウントダウンが終わると操作キャラクターが切り替わる（ドロップ）。なお、スタートメニューやセーブ画面から任意のタイミングでドロップさせることも可能。前述の通りソラとリクを主人公とした本作だが、『キングダム ハーツ チェイン オブ メモリーズ』のようにシナリオがソラ編とリク編で別個に分かれているということではなく、二人のシナリオを並行して進めていくような形となっている。
バトルでは敵を倒すことなどによりドロッププライズを獲得でき、キャラクターを操作し始めてからドロップするまでに獲得したドロッププライズによって、次に操作するキャラクターにボーナスを付与したり、アイテムと交換することができる。またドロップの際には、次のキャラクターで起こる出来事（レアな敵の出現、アイテムの出やすさなど）を予報するイベントフォーキャストが表示される。
フリーフローアクション
オブジェクトの近くでYボタンを押すことによって発動するアクション。壁を蹴って素早く移動、ポールに掴まって回転、レールの上を滑走…といったように、マップのオブジェクトを活かしたアクションが可能になり、フリーフローアクション中にAボタンを押せば強力な攻撃フリーフローアタックを繰り出せる。
リアリティシフト
敵を攻撃している際にロックオンマーカーが変化する瞬間があり、そこでAボタンとXボタンを同時押しする、もしくは下画面を下方向にスライドするとリアリティシフトが発動する。使用すると操作は下画面に移り、特定の操作を行うことで強力な攻撃を仕掛ける。この繰り出す技や操作方法はワールドごとによって異なるものとなる。
ドリームイーター
従来のシリーズのようにパーティにNPCとして加わるキャラクターは、本作では「ドリームイーター」と呼ばれる魔物である。ドリームイーターは夢を喰って悪夢を植え付ける「ナイトメア」と、悪夢だけを喰らう善良な「スピリット」の二つに分かれ、敵として登場するのがナイトメア、パーティメンバーに加わるのがスピリットである。連れて行けるスピリットは三体までで、そのうちの二体をバトルに参加させることができ、交代はバトル中でも可能となっている。仲間にできるスピリットは50種類以上が存在する。
スピリットはバトルで敵を倒すと落とす素材を集めることによって生み出せる（ブリード）ようになる。なお、素材を多く注ぎ込むことで最初から強化されたスピリットをブリードさせることができる。スピリットは一緒に戦う以外にも、触れ合ったり、おもちゃで遊ぶことで成長させていくことも可能で、名前やカラーリングの変更もできる。
アビリティリンク
スピリットとは、彼らと一緒に戦ったりミニゲームで触れ合うことでソラやリクとの相性が良くなってゆき、リンクポイントを獲得できる。各スピリットにはすごろくのようなボードがあり、リンクポイントを消費して駒を進めていくことでアビリティやコマンドを取得していけるようになる。取得したアビリティやコマンドに関しては、ソラとリクで共有される。
リンクシステム
味方のスピリットには攻撃を当てると溜まっていくピンクのゲージがあり、最大まで溜まった状態で下画面に表示されているスピリットのアイコンをタッチすると、ソラやリクと連携技を繰り出すことが可能になる。連携技はソラだとスピリットと連携して攻撃を行うリンクアクション、リクだとスピリットの力を身に宿して攻撃性能をアップ・変化させるリンクスタイルで、二人の主人公によって連携の特性がまったく異なったものになっている。
また、二体ともゲージが最大まで溜まると、下画面にスピリットマークのアイコンが現れ、それをタッチするとさらに強力な連携攻撃デュアルリンクが発動する。
デッキコマンド
『BbS』『Re:コーデッド』と同じく、本作もデッキコマンドを搭載。Xボタンで使用する。なお先の二作品と異なる点として、コマンドの合成とコマンドのレベルが廃止された点がある。

## あらすじ
世界を巡る二度目の旅が終わった後、王様からの手紙によりイェン・シッドに呼び出されたソラとリク。二度の旅の中で宿敵アンセムとゼムナスは倒されたが、二人の消滅は彼らのオリジナルにして全ての元凶であるマスター・ゼアノートの復活を意味していた。来るべき決戦に向け、ソラとリクはキーブレードマスターとなるためのマスター承認試験を受けることとなる。二人に与えられた使命は、「眠りに閉ざされた世界」の夢の中を冒険し、七つの「眠りの鍵穴」を解放すること。それを終えて帰還できればマスターに承認されるという。それは同時に二人に「目覚めの力」を身に付けさせ、ゼアノートとの戦いに不可欠な「悲しみの中で眠る者」を目覚めさせられるという。
最初のソラの旅において、闇の扉を閉じたことによって闇に飲まれた世界は元の姿へと戻ったが、中には完全に再生されず、眠りについたままの世界があった。その世界は覚めない夢を見ている状態にあり、その世界は「眠りの鍵穴」を開くことにより眠りから解放される。夢の世界へは同じように夢を介してしか入ることができないため、ソラとリクは最初の冒険で闇に飲まれて眠る直前のデスティニーアイランドまで時間を戻され、そこから「眠りに閉ざされた世界」の夢へとダイブすることになった。しかしダイブした先の世界でソラとリクは離れ離れとなっていた。
夢の世界にはハートレスと異なる「ドリームイーター」と呼ばれる闇の存在がいた。夢を喰らい、悪夢を植え付ける「ナイトメア」と、悪夢のみを喰らう「スピリット」が存在し、ソラとリクはスピリットの力を借りながらナイトメアと戦っていく。まるで並行世界に存在するかのように同じ世界に居ながら決して交わることの無いソラとリクだったが、互いの心は常に繋がり、様々な出会いや戦いを経て眠りの世界の旅を続けていった。しかし彼らの前に倒したはずの宿敵アンセムやゼムナス、そして謎の黒コートの少年といった、夢の世界に存在するはずのない者達が度々現れては翻弄する。一方、現実世界ではミニー王妃がマレフィセントに捕まっていた。マレフィセントはデータ世界での一件により、世界のデータそのものに目を付けていたのだ。王様、ドナルド、グーフィーは助けに行くも人質を取られて身動きが取れない。その彼らを救ったのは人間として再生したアクセルことリアだった。
七つの鍵穴を開き、全ての世界を眠りから解放して現実に戻ったはずのソラだが、そこはXIII機関の本拠地「存在しなかった世界」だった。実は夢にダイブした時、ソラと共に「敵」も夢に入り込んでいた。そしてソラは知らぬ間に彼らに誘導されていたのだった。敵の中心にいる黒コートの少年の正体は最も若い時代のゼアノート。心だけとなって過去に跳んだゼアノート（アンセム）によって力を与えられて時を越え、ゼムナスなどの「自分」を連れて来たのだった。その目的はXIII機関の本来の目的であった「13の闇」となる13人のマスター・ゼアノートの器を確保することであり、ソラを13人目の器とするべく夢の深淵へと誘う。ソラは彼らの心を軽んじる所業に怒り、その意志力を以ってゼムナスを退けるも、既に深淵に入り込み過ぎたが故に永遠の眠りに落ちてしまう。
一方のリクはアンセムと対峙する。実はリクの冒険していた世界は「夢の世界を冒険するソラの夢」であった。夢にダイブする直前、アンセムの存在を察知したリクは無意識にソラの夢へとダイブし、自身がソラを悪夢から守るドリームイーターとなっていたのだ。しかしソラを守り切れなかったリクをアンセムは闇へと誘うが、リクは自身の闇を封じるのではなく喰らい尽くす道を選び、アンセムを撃退する。現実に戻ったリクがスピリットの導きでXIII機関の城に乗り込むと、マスター・ゼアノートの器たる「真XIII機関」のメンバーが揃うところであった。そこに王様が駆け付け、時を止めてソラを救出しようとするも、時を操るゼアノートには通じなかった。死闘の末にリクはゼアノートを倒すが、とうとうマスター・ゼアノートが復活する。そしてソラが器となりかけた時、アクセル、ドナルド、グーフィーの乱入によって間一髪ソラを救出。真XIII機関はこの事実を「標」として刻み、あるべき場所へと帰って行った。来るべき決戦に備えて。
未だ眠りから覚めないソラを、リクは会得したばかりの「目覚めの力」で救うべく、眠りの闇にダイブする。ソラの心はヴェントゥスの鎧によって闇から守られていたが、闇に染まってナイトメアと化した鎧はリクに襲い掛かって来た。これを破壊してソラの心を解放したリクは賢者アンセムの残したデータと対面し、彼の研究記録を受け取って現実に帰っていく。現実では目覚めたソラが呑気にパーティーを楽しんでいたが、リクの目覚めに気付いて心から喜んだ。そして思わぬ事態となったが、試験結果はソラを救い出したリクをキーブレードマスターに認定するというものだった。
ソラは今回の旅で世話になったスピリットに挨拶するべく、再び夢の世界に赴く。その間に、不思議な塔にはある人物が訪れる。それは13人の闇の探究者に対抗する7人の光の守護者、即ちキーブレード使いの候補者として選ばれたカイリだった。

## 登場キャラクター
ソラ（Sora）
本作の主人公の一人。明るく正義感の強い少年で、かつて仲間と共に世界を救った、キーブレードに選ばれし勇者。マスター承認試験にはあまり乗り気ではなかったが、リクが試験を受けると決めたことから一緒に試験を受けることにする。しかし本人の思惑とは裏腹に、ある大きな陰謀に巻き込まれていくこととなる。
リク（Riku）
本作の主人公の一人。ソラとは幼馴染のクールな少年。ソラと同じくキーブレードの勇者の一人。かつては闇の力に溺れたが、今はその力と共に歩む道を選択している。しかし心に闇を秘めた自分がキーブレード使いに相応しいのかという思いを抱いており、その証明としてキーブレード承認試験に挑む。
王様（King Mickey）
ディズニーキャッスルを治める王で、かつ唯一現存するキーブレードマスター。かつての冒険でソラとリクを陰から支え、導いてきた。今回もマスター承認試験を受ける二人を見守る立場にあったが、彼らに降りかかった異変を察知し行動に移る。
謎の少年
ソラとリクの前に度々現れる銀髪の少年。XIII機関と同じ黒いコートを羽織っている。二人を惑わすような言葉をかけ、さらには過去に倒した存在であるアンセムやゼムナスと共に出現する。正体は若かりし頃のマスター・ゼアノート。
『キングダム ハーツ バース バイ スリープ ファイナルミックス』（KHBbSMF）では隠しボス「謎の男」として登場し、二刀流による俊敏な動きや時間逆行など本作の彼を彷彿とさせる戦闘スタイルを取る。
『KHBbS』冒頭や本作にて、デスティニーアイランドから旅立つ前の姿は青年の姿であり、作中でも「青年ゼアノート」とされている。一方、『キングダム ハーツIII』や『キングダム ハーツ ダーク ロード』における後年の彼は少年として描かれている。これは当時コスト削減で少年のモデルを用意せず「若い頃」と一括りに表現していた為で、『DR』における少年の姿が正確な情報となる。『KH3』における表記は「ヤング・ゼアノート」、『DR』とコラボした『ファイナルファンタジー ブレイブエクスヴィアス』でも「少年ゼアノート」となっている。
リア（Lea）
かつてXIII機関のメンバーであったアクセル。ノーバディのアクセルが消滅し、ハートレスとなっていた心も解放されたことで人間として復活した。姿の見当たらない機関メンバーの動向を探るべく外の世界へ旅立ち、王様やイェン・シッドと接触する。

## 登場ワールド
トラヴァースタウン（Traverse Town：オリジナル）
行き場を無くした者が集う街。これまでのシリーズで登場した1〜3番街に加え、本作では4番街、5番街など新たな地域が登場し、冒険の舞台となる。
ソラ編
眠りの世界へとダイブしたソラは、気付くとトラヴァースタウンにいた。その場に見当たらないリクの名前を呼ぶが、そこに現れたのはネクという少年だった。ネクはあるゲームに参加しており、離れ離れになってしまったパートナーを捜しているという。
リク編
トラヴァースタウンで目覚めたリク。ソラを探しに行こうとしたところ、ヨシュアという少年に呼び止められる。ヨシュアは人探しをしているようで、リクは事情を知っていそうなヨシュアと行動を共にすることに。

ラ・シテ・デ・クローシュ（La Cité des Cloches、作品：ノートルダムの鐘）
荘厳な大聖堂を構えるフランスの街。ワールド名はフランス語であり、日本語に訳すと「鐘の街」となる。
ソラ編
ソラはフロローという判事から話しかけられ、ジプシーではないかと疑いをかけられる。しかし街に魔物が現れたという報せが入り、ソラは勇んで戦いに赴くが、そこにはドリームイーターに囲まれながらお祭りを楽しむカジモドという青年がいた。
リク編
道を歩いていたリクは、警備隊長のフィーバスからジプシーを見なかったかと尋ねられる。リクは見ていないと答え、つい先にすれ違ったエスメラルダに話しかけると、フロローという判事がジプシー狩りをしていると聞かされる。フロローについて詳しく聞くため、リクは大聖堂へと向かう。

プランクスターズ・パラダイス（Prankster's Paradise、作品：ピノキオ）
子供をロバに変えてしまう恐ろしい遊園地とサーカス。海の傍にあり、そこには怪物クジラ・モンストロが生息している。これまでのシリーズではモンストロのお腹の中が『ピノキオ』のワールドとして登場していたが、ピノキオやジミニーの暮らしていた世界としては本作が初登場となる。
ソラ編
煌びやかな遊園地に来たソラはジミニーに出会い、再会を喜ぶが、ジミニーはソラのことを知らない様子。このジミニーは眠った世界の夢から作り出された存在であり、ソラとこれまで旅してきたジミニーとは別人だったのだ。眠りの世界の法則に戸惑いつつも、ソラはジミニーと一緒にピノキオを探すことに。
リク編
モンストロの体内に現れたリク。そこには落胆している様子のゼペットじいさんがいた。彼に話しかけたところ、モンストロに船ごと飲み込まれた上に、ピノキオがどこかへ行ってしまったのだという。リクはこの状況に既視感を覚える。

ザ・グリッド（The Grid、作品：トロン: レガシー）
クルーというプログラムに支配された、広大な電子の空間。『KH2』に登場した『トロン』のワールド「スペース・パラノイド」のオリジナルデータの世界でもある。
ソラ編
見覚えのある光景にはしゃぐソラだったが、謎のプログラムが立ちはだかる。プログラムは退いていくが、それを見ていたサムとクオラらが話しかけてきた。彼らにここがトロンのいた世界かと聞くと、今出会ったリンズラーというプログラムがトロンその人だという。
リク編
リクはガードにはぐれプログラムと認定され連行されてしまい、そこでサムという青年と出会う。サムはプログラムではなく現実世界から来た人間で、元の世界へ戻るため、グリッドと現実世界をつなぐ唯一の道「ポータル」を目指していた。

カントリー・オブ・ザ・マスケティア（Country of the Musketeers、作品：ミッキー・ドナルド・グーフィーの三銃士）
銃士の活躍する時代のフランスがモチーフの世界。オペラ座やモン・サン＝ミシェルといったフランスの名所が舞台となっている。
ソラ編
ソラはミッキー、ドナルド、グーフィーと出会うが、この世界の彼らは銃士をしており普段とは異なる様子。先の世界で出会ったジミニーやトロンと同じだと悟ったソラは、彼ら三銃士に命ぜられた王女護衛の任務を手伝うことにする。
リク編
オペラ座を訪れたリクは、そこでミッキーたちを陥れようと企むピートと、その手下ビーグル・ボーイズを目撃した。彼らの企てを阻止するべく、リクはオペラ座内を奔走する。

シンフォニー・オブ・ソーサリー（Symphony of Sorcery、作品：ファンタジア）
楽譜の中に広がる、自然と音楽が融合し、旋律を奏でる神秘の世界。この世界での戦闘時は登場人物は声を発さず、打撃音は楽器の音になる。
ソラ編
壮大な魔法を操るミッキーに見とれるソラだったが、現れたドリームイーターに弾き飛ばされる。目覚めるとそこはイェン・シッドの塔だったが、そこは出発地点とは別の、王様が修行時代にいた世界だった。そこには闇に囚われたミッキーがいた。ミッキーを解放するには、楽譜の世界にある音の力を取り戻す必要があるという。
リク編
水浸しの塔にやってきたリクは、魔法の暴走によりドリームイーターを寄せ付け、闇に囚われてしまったミッキーを見つける。彼を闇から救うためには、楽譜の中の世界から闇を払う音の力を手に入れなければならないと聞き、リクは親友を助けるため楽譜の中へと旅立つ。

存在しなかった世界（The World That Never Was）
狭間の世界にそびえる、XIII機関の本拠地である世界。
ソラ編
七つの眠りの鍵穴を開放すればイェン・シッドのもとへと戻るはずだったが、かつての機関の世界に降り立ち困惑するソラ。そこにシグバールが現れ、自分たちがソラをここまで誘導してきたのだとうそぶく。ソラの目の前には様々な幻影が出現し、さらに深い眠りの深淵へと導かれてゆく…。
リク編
XIII機関の城に降り立ったリク。疑問を抱きつつも城を進んでいくと、深い眠りに囚われたソラと、ソラの悪夢が実体化した存在、そしてリクの心に巣食う仇敵・アンセムに出会う。アンセムからこの承認試験に仕掛けられたカラクリを聞かされたリクは、ソラを救い出すため、そして己の闇を封じるためアンセムに戦いを挑む。

## 声の出演
- ソラ - 入野自由
- リク - 宮野真守
- 王様 - 青柳隆志
- ドナルド - 山寺宏一
- グーフィー - 島香裕
- イェン・シッド - 稲垣隆史
- ヤング・ゼアノート - 奥田隆仁
- 闇の探求者アンセム - 大塚明夫
- ゼムナス - 若本規夫
- マスター・ゼアノート - 大塚周夫
- ブライグ - 大塚芳忠
- エレウス - 立木文彦
- イエンツォ - 石田彰
- リア - 藤原啓治
- 賢者アンセム - 若山弦蔵
- テラ - 置鮎龍太郎
- アクア - 豊口めぐみ
- ヴェントゥス - 内山昂輝
- ロクサス - 内山昂輝
- シオン - 内田莉紗
- ネク - 内山昂輝
- ヨシュア - 木村良平
- ライム - 竹達彩奈
- ビイト - 木村昴
- シキ - 鉢嶺杏奈

- ミニー - 水谷優子
- ピート - 大平透
- ピノキオ - 山口康智
- ジミニー・クリケット - 肝付兼太
- ゼペット - 熊倉一雄
- ブルーフェアリー - 一城みゆ希
- マレフィセント - 沢田敏子
- アースラ - くじら
- ジュリアス - 大平透
- カジモド - 小森創介
- エスメラルダ - 高乃麗
- フロロー - 佐々木省三
- フィーバス - 鈴木綜馬
- ヴィクトル - 今井清隆
- ユーゴ - 治田敦
- ラヴァーン - 京田尚子
- ビーグルボーイS - 龍田直樹
- ビーグルボーイM - 乃村健次
- ビーグルボーイL - 立木文彦
- サム・フリン - 平川大輔
- ケヴィン・フリン - 磯部勉
- クルー - 磯部勉
- クオラ - 小松由佳
- ブラックガードA - 滝知史
- ブラックガードB - 佐々木啓夫
- アナウンサー - 木下紗華

## スタッフ
- ディレクター、コンセプトデザイン、ストーリー、2Dメインアート：野村哲也
- Co.ディレクター：安江泰
- シナリオ、カットシーンディレクター：岡勝
- 音楽：下村陽子、関戸剛、石元丈晴
- メインプログラマー：後藤保、中道雅史
- バトルプランニングディレクター：柴田伯一、大橋守
- マッププランニングディレクター：宮崎要
- キャラクターアートディレクター：小林元
- マップアートディレクター：藤本武史
- アニメーションディレクター：浜田康司、品川宗則
- テクスチャーアートディレクター：山崎透、岡内舞
- キャラクターモデルアートディレクター：板井崇、大谷諭司
- VFXアートディレクター：尾西泰彦
- インターフェースアートディレクター：小原操
- アニメーション監修：神藤辰也
- 3Dキャラクターモデリング監修：栢野智博
- 3Dマップモデリング監修：田中正英
- キャラクターアート監修：長谷川朋広
- シネマティックムービーディレクター：野末武志
- ダイアログエディター：須賀麻子
- サウンドエディター：稲倉遼
- パブリシティプロデューサー：大日方可功子
- プロデューサー：西理江
- エグゼクティブプロデューサー：橋本真司
- エンディングテーマ：宇多田ヒカル『Passion』（東芝EMI）

## 関連作品
- キングダム ハーツ 3D ［ドリーム ドロップ ディスタンス］ アルティマニア 2012年5月1日、ISBN 978-4-7575-3615-9
- 小説『キングダム ハーツ 3D ［ドリーム ドロップ ディスタンス］ Side Sora』（著：金巻ともこ、画：天野シロ） 2012年6月28日、ISBN 978-4-7575-3652-4
- 小説『キングダム ハーツ 3D ［ドリーム ドロップ ディスタンス］ Side Riku』（著：金巻ともこ、画：天野シロ） 2012年9月27日、ISBN 978-4-7575-3751-4